# رون نيسوانير
رون نيسوانير (بالإنجليزية: Ron Nyswaner) (و. 1956  م) هو مخرج أفلام، وكاتب، وكاتب سيناريو أمريكي.

## التعليم
تعلم في جامعة بيتسبرغ.

## وصلات خارجية
- رون نيسوانير على موقع IMDb (الإنجليزية)
- رون نيسوانير على موقع ألو سيني (الفرنسية)
- رون نيسوانير على موقع أول موفي (الإنجليزية)
- رون نيسوانير على موقع قاعدة بيانات الأفلام السويدية (السويدية)
- رون نيسوانير على موقع قاعدة بيانات الفيلم (الإنجليزية)
- رون نيسوانير على موقع كينوبويسك (الروسية)